# Расход топлива автомобилей

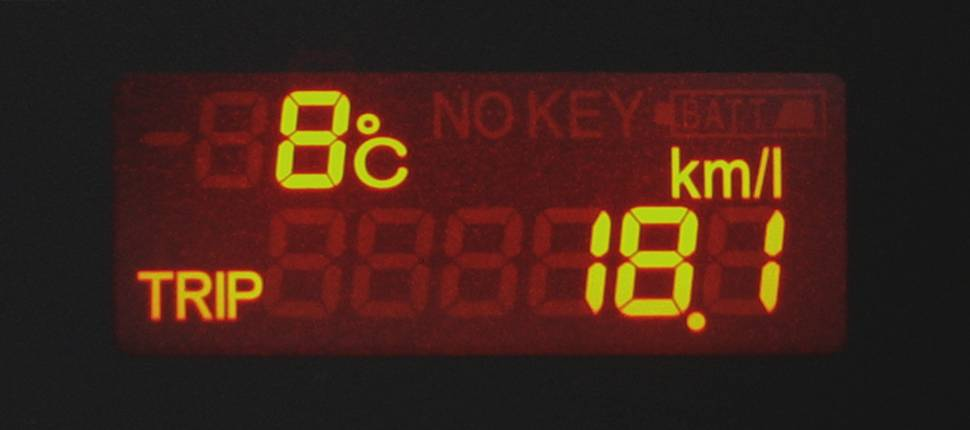
индикатор расхода топлива на автомобиле Honda Airwave

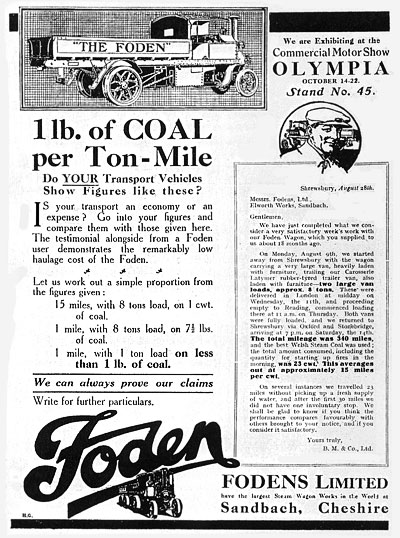
1920-e гг. Рекламный плакат компании «Фоден». Заявляется, что паровой грузовик этой компании имеет расход топлива измеряемый как 1 фунт угля на тонно-милю при полной нагрузке (то есть приблизительно 210 кг угля на 100 км)

Расход топлива автомобиля, точнее удельный расход топлива автомобиля — количество израсходованного автомобилем топлива. Обычно приводится к пройденному расстоянию; для специальной техники на автомобильной базе также может определяться часовой расход топлива. В разных странах обычно применяются два разных способа представления расхода топлива. Например, на постсоветском пространстве расход считают в литрах на 100 км. В странах Азии часто применяют обратную величину - количество километров на одном литре топлива. На фактический расход влияют в том числе качество топлива и условия поездки, поэтому для сравнения эти параметры нормируются (город, трасса, смешанный режим).
В настоящее время является одной из важных характеристик автомобиля и его двигателя, в первую очередь, в странах Европы и развитых странах других частей света. На протяжении всей истории производства автомобилей производителями всего мира решается проблема снижения расхода топлива. После «нефтяного кризиса» начала 70-х годов XX века, вследствие резкого подорожания нефти и нефтепродуктов, удельный расход топлива автомобилем стал одной из важнейших характеристик при выборе автомобиля покупателем.
В настоящее время государственные структуры большинства развитых стран оказывают давление как на автопроизводителей, так и на национальные рынки с целью стимуляции к разработке, производству и покупке как можно более экономичных автомобилей.
В целом можно уверенно заявить, что почти все элементы конструкции современного автомобиля оказывают влияние на расход топлива. Начиная от эффективного двигателя, правильно подобранных передаточных отношений трансмиссии, далее — масса автомобиля, коэффициент его аэродинамического сопротивления, энергопотребление дополнительного оборудования, шины с низким сопротивлением качению; заканчивая применением масел, имеющих меньшие потери при перемешивании и снижающих трение, и даже такими ухищрениями, как регулировка тока топливного насоса, чтобы подавал именно нужное количество топлива в двигатель, а не гонял топливо «по кругу», соответственно, тратил меньше энергии на свою работу.
К тому же, одним из важнейших источников расхода топлива является торможение автомобиля: обычно вся кинетическая энергия движения автомобиля, на создание которой (разгоном) было израсходовано топливо, переводится в тепло при торможении, и рассеивается в пространстве. Именно этот факт вызвал к жизни создание и успешные продажи гибридных автомобилей, которые имеют главное достоинство перед обычными — рекуперацию энергии при торможении автомобиля, её возвращение для следующего разгона.
Человеческий фактор тоже немаловажен: «агрессивный» автомобиль, «подталкивающий» водителя к излишне активной езде, в практике будет расходовать топлива заметно больше, чем автомобиль со «спокойным» характером, несмотря на то, что первый может быть даже экономичнее второго при испытаниях в стандартизированных условиях.

## Единицы измерения
Обычно измеряется как:
- объём топлива, израсходованного автомобилем при прохождении заданной дистанции. Широко распространено в странах с метрической системой мер, где расход измеряется в литрах на 100 км пробега автомобиля (л/100 км)[источник не указан 4919 дней]. Чем значение меньше, тем экономичней автомобиль;
- дистанция, при прохождении которой автомобиль израсходует заданный объём топлива. Широко используется в странах с английской системой мер, где расход измеряется как количество миль, которое автомобиль может проехать на одном галлоне (британском или американском) топлива (миль / галлон, miles per gallon (MPG))[источник не указан 4919 дней]. В Индии, Японии, Южной Корее экономичность измеряют в км на литр топлива. Чем значение больше, тем экономичней автомобиль.

Формула пересчёта:
- литр/100 км = 282,48 / галлон (для британского галлона);
- литр/100 км = 235,21 / галлон (для американского галлона).

Метрическая система/Дистанция, при прохождении которой автомобиль израсходует заданный объём топлива
(красная кривая — на базе английского галлона, синяя кривая — на базе американского галлона)

## Особенности подсчёта
Ранее расчет расхода топлива определялся при проведении заводских испытаний водителями-профессионалами при дорожных испытаниях на специальных треках, сейчас на части автозаводов этот метод сохранен, но применяется для выборочного контроля расхода топлива выпускаемыми автомобилями, проверка определяется внутризаводскими ТУ (техническими условиями), и обычно не публикуется.. .
С возрастанием требований рынка была разработана методика промышленных стандартизированных испытаний, проводящихся на стендах. Эта методика позволила исключить какие-либо субъективные влияния и отличается высокой воспроизводимостью результатов.
Методика измерений расхода топлива и выбросов CO2 документально определяется Директивами EC 715/2007 и EC 692/2008.
Для более точных подсчётов выделяют специальные циклы, подробное описание циклов имеется в выше упомянутых Директивах.:
- «городской» цикл — характеризуется большей интенсивностью изменения скорости автомобиля, в том числе необходимостью прогрева, работой двигателя во время стоянки на светофорах и в «пробках», а также разгонами и резкими сбросами скорости до нуля. Как следствие, повышенный расход топлива;
- «загородный» цикл — характеризуется большей плавностью хода и стабильно удерживаемой скорости, близкой к крейсерской. Следствие: относительно низкий расход топлива[источник не указан 4919 дней];
- «смешанный» цикл — является комбинацией условий, когда используются и резкий «городской», и спокойный «загородный» стили вождения. Причём, не обязательно, чтобы «загородная» часть цикла осуществлялась вне города: главное — сохранение манеры езды как при «загородном» цикле.

Во время испытаний автомобиль находится в помещении испытательной лаборатории, на мощностном стенде — колеса автомобиля крутят барабаны стенда, автоматика (ранее водитель-испытатель) четко выполняет циклы разгона-равномерного движения-торможения. Анализ расхода осуществляется на основе анализа выхлопных газов (в некоторых модификациях теста в топливную магистраль врезается аппаратный расходомер).
Головное освещение, вообще все дополнительные электрические нагрузки, кондиционер и прочее выключены, автомобиль полностью исправен и обслужен, в бак залито эталонное топливо, сопротивление воздуха отсутствует.
Следует отметить, что публикуются именно эти данные, так как они могут быть в любой момент подтверждены на испытательном стенде. Эти данные позволяют объективно сравнивать между собой разные автомобили, или автомобили разных модификаций и т. п. Получив на этих испытаниях результат, что автомобиль «А» на 20 % экономичнее автомобиля «Б», мы вправе рассчитывать, что в реальной эксплуатации соотношение расхода топлива у «А» и «Б» будет близким (не учитывается, например, разная аэродинамика корпусов).
Но при всем при этом указанные нормативы EC 715/2007 и EC 692/2008 (а именно их указывают Производители автомобилей) ни в коей мере не могут быть нормами практического, эксплуатационного расхода или списания топлива при бухгалтерском учете. Для целей списания топлива при эксплуатации автомобилей в России используются периодически переиздаваемые документы Минтранса РФ, и/или другие ведомственные акты (например, для военных — соответствующий приказ министра обороны и т. п.)

## Факторы, влияющие на расход топлива
На расход топлива влияют много факторов, в том числе и случайные. Основные причины нежелательного повышения расхода:
- в первую очередь стиль вождения автомобиля и особенности его эксплуатации, агрессивная манера вождения (высокая скорость и резкие ускорения автомобиля), недостаточная дистанция (провоцирующая частые торможения), неверный выбор режима движения (например, движение на неоптимальной передаче);
- современный автомобиль, оснащенный катализатором в выхлопной системе, имеет высокоточную систему дозировки топлива, с обратной связью по составу выхлопных газов: неисправности двигателя и его систем могут сделать неэффективной и неточной эту систему дозировки, вызвать неполное сгорание топлива, а также снизить коэффициент полезного действия собственно двигателя. Но надо отметить, что нарушения системы дозирования топлива отслеживаются встроенными в автомобиль средствами диагностики и в случае несоответствия параметров включается сигнал о неисправности (это одно из требований экологического законодательства);
- повышенное сопротивление движению (неисправности трансмиссии, неверные углы установки колес, низкое давление в шинах, заклинившие тормоза, загруженность автомобиля, сопротивление воздуха негабаритным грузом или оборудованием, наличие прицепа).

Залогом наименьших затрат на топливо будут являться исправное техническое состояние автомобиля, выбор оптимального режима движения, опыт водителя.
Другие немаловажные факторы:
- аэродинамика
- передаточные числа трансмиссии (отношение числа зубьев ведомой шестерни к числу зубьев ведущей КПП или редуктора)
- снаряжённая масса

## Нормирование расхода топлива
Транспортные организации и компании устанавливают предельно-допустимый уровень потребления топлива при эксплуатации транспортных средств. При этом различают базовый уровень расхода и расчётно-нормативный уровень расхода. Базовый уровень расхода топлива определяется для транспортного средства по стандартной методике и устанавливает норму расходования при обычных условиях использования. Расчётно-нормативный уровень расхода учитывает конкретные условия эксплуатации транспортного средства, а также другие факторы, в частности, ремонт.
При этом, в состав норм не включаются расходы топлива на гаражные, технические и другие хозяйственные нужды, которые устанавливаются отдельно.
Распространены следующие виды норм:
- норма расхода на 100 км пробега;
- норма расхода на 100 тонно-километров (учитывает дополнительный расход топлива, при перевозке груза);
- норма расхода в зависимости от категории транспортного средства (легковой автомобиль, грузовой, автобус и т. д.);
- норма расхода в зависимости от вида двигателя (бензиновый, дизельный, газ).

Для корректного учёта всевозможных факторов эксплуатации вводят поправочные коэффициенты.
Нормы расхода топлива повышаются:
- при работе в зимнее время в южных и северных районах страны, а также в районах Крайнего Севера;
- при работе в горных местностях, в зависимости от высоты над уровнем моря;
- при работе на автодорогах со сложным планом (не менее 501 поворота на 100 км пути);
- при работе в городах, в зависимости от количества населения;
- при перевозке крупногабаритных, опасных и т. п. грузов;
- при работе на новых автомобилях или на автомобилях после капитального ремонта;
- при работе в тяжелых дорожных условиях (снег, наводнения, распутица и т. п.);
- при учебной езде;
- при использовании кондиционера в салоне;
- другие условия[1].

## Удельный расход топлива
В автомобильном мире удельный расход топлива как правило обратно пропорционален утяжелению машины. Оптимальнее всего разделить расход топлива на вес. Допустим Honda Dio со снаряженным весом в 60 кг потребляет 2 л/100 км, что получается 33 л/100 км на тонну. В то же время тепловоз 2ТЭ116 расходуя примерно 400 л/100 км способен буксировать состав общим весом в 10 килотонн + 276 тонн собственного веса: то есть на 1 литр расходуемого топлива приходится 25690 кг веса. Избегая подобных крайностей приведём несколько средних примеров.
| марка / модель     | снаряженная / полная масса кг | средний расход л / 100 км | удельный расход на тонну общего веса | мощность л.c. |
| ------------------ | ----------------------------- | ------------------------- | ------------------------------------ | ------------- |
| VW Tiguan          | 1500 / 2100                   | 6.0                       | 3.5                                  | 175           |
| IVECO Trakker 4x8  | 12000 / 52000                 | 40.0                      | 0.8                                  | 500           |
| ГАЗель-Next        | 1900 / 3500                   | 9.5                       | 2.714                                | 120           |
| Mercedes-Benz R172 | 1435 / 1885                   | 10.0                      | 5.3                                  | 204           |
| БелАЗ-75710        | 360000 / 810000               | 1300.0                    | 1.6                                  | 4664          |

## Контроль расхода топлива

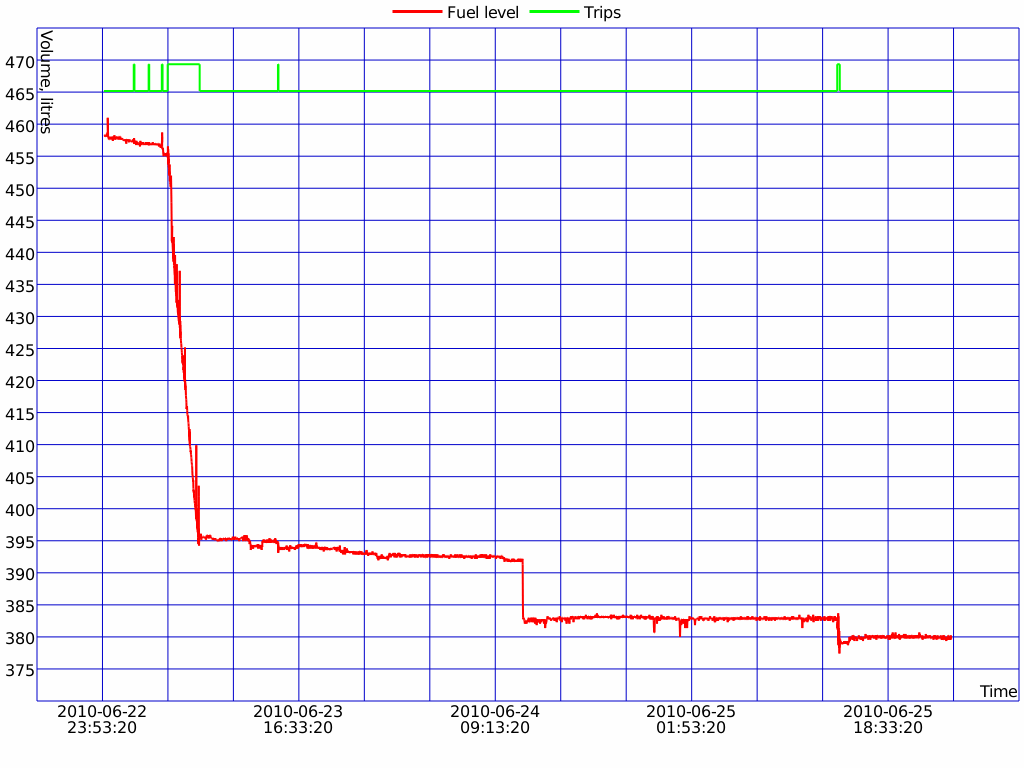
График, демонстрирующий факт хищения топлива

В связи с массовыми хищениями топлива в транспортных организациях и компаниях, остро стоит вопрос по контролю над его надлежащим расходованием. Для устранения растрат топлива, помимо жесткого нормирования расхода, широко используются технические методы контроля. Например, применяются датчики уровня топлива по изменению уровня в баке или по измерению проходящего топлива в топливной магистрали двигателя. Часто они являются составляющей частью систем мониторинга транспорта, которые позволяют операторам удалённо вести контроль как за местонахождением транспортных средств, так и за показанием датчиков. Современные высокоточные датчики топлива позволяют достичь точности в показаниях до +/- 1 %, что намного превышает точность штатных бортовых систем.

## Учёт расхода топлива
Современные автопроизводители рекомендуют осуществлять письменный учёт расхода топлива. Для контроля расхода топлива можно вести бортжурнал. Это несложно, но непременно принесет выгоду. Так вы сможете своевременно выявлять любые изменения (как положительные, так и негативные) и принимать соответствующие меры. В случае значительного повышения расхода топлива вы должны задуматься о том, как, где и при каких обстоятельствах автомобиль использовался во время данного не оптимального расхода.